# Ђоан Енрик Вивес и Сисилија
Надбискуп Ђоан Енрик Вивес и Сисилија (кат. Joan Enric Vives i Sicília; Барселона, 24. јул 1949) је бискуп Урђеља, и ко-принц Андоре од 2003. Један је од двојице вођа кнежевине Андоре заједно са председником Француске. Папа Бенедикт XVI га је 2010. прогласио за надбискупа.
Његов лични представник од 2012. је Јосеп Марија Маури. Пре њега је то био Немеси Маркес и Осте.